# クロトン・レクレリ
クロトン・レクレリ（Croton lechleri）は、南米北東地域原産の植物の一種。「龍の血」を意味するペルーにおける名称サングレ・デ・グラード（Sangre de Grado）としても知られている。この名称は樹液あるいは乳液の見た目に由来する。樹皮を切ると血に似た粘度のある赤い乳液が滲み出してくる。

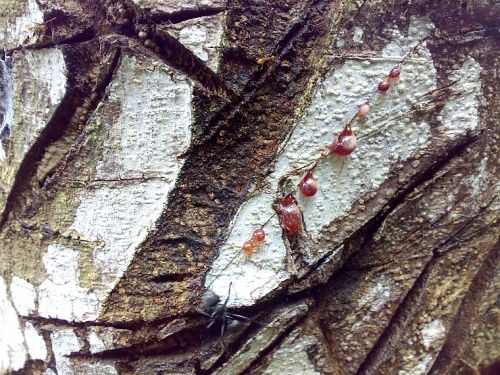
C. lechleriの樹液

この乳液には薬理作用があり、現地の人々に傷を密封するための液体絆創膏として使用されている。乳液はすぐに乾き、保護作用のある皮膚様の絆創膏となる。この乳液は外傷治療作用を有するタスピンを含む多くの化学物質を含んでいる。また、樹液は顕著な抗酸化活性を示すことが明らかにされている。